# Clemente Grimaldi
Clemente Grimaldi (Modica, 5 aprile 1862 – Modica, 1º marzo 1915) è stato un agronomo, botanico e politico italiano.

## Biografia e carriera

### Nascita e studi
Fu il secondogenito di un ramo cadetto di una illustre famiglia principesca e nobile (i baroni di Calamezzana), da cui uscì anche un altro celebre studioso, il fratello Giovan Pietro, che fu fisico e Rettore dell'Università di Catania. Gli zii materni, Corrado Rizzone Tedeschi e Michele Tedeschi Rizzone, furono deputati del Regno d'Italia. Inoltre è lontano zio del giornalista italiano Fulvio Grimaldi. 
Si diplomò presso il Regio Istituto Tecnico "Archimede" della sua città natale, quindi si laureò in scienze agrarie col massimo dei voti presso la Scuola Superiore di Agraria di Portici nel 1886. L'anno seguente, vinto un concorso bandito dal Ministero dell'Agricoltura, dell'Industria e del Commercio, ebbe modo di approfondire i suoi studi e fare esperienza in Francia.

### Attività scientifica
Tornato in Italia, diresse il Comizio Agrario di Modica, nonché fondò la Cattedra ambulante per l'agricoltura di Siracusa, di cui aprì una sezione a Modica. 
Oltre a questa opera di divulgazione scientifica rivolta alla classe dei coltivatori diretti, la cui condizione si voleva migliorare, condusse molti esperimenti in prima persona, in particolare nel campo della viticoltura. Impiantò, a tale scopo, il primo vivaio di viti americane e, creando ibridi tra queste e le viti autoctone (il più famoso dei quali fu l'"Ibrido Grimaldi nº 953"), salvò la viticoltura isolana, drammaticamente colpita da un'epidemia di fillossera, ottenendo per questo riconoscimenti sia nazionali sia internazionali. Fu socio della Società dei Naturalisti in Napoli cui diede un significativo contributo scientifico.
Favorevole alla ricerca sul campo, compì continui sopralluoghi nelle varie province siciliane e in altre regioni d'Italia, nonché coordinò gli studi sperimentali (che conduceva nelle sue serre) mediante una loro capillare diffusione tra gli operatori del settore (proprietari terrieri e contadini), promuovendo la cooperazione agraria, di cui egli è annoverato come uno dei precursori.
Scrisse e pubblicò molto, occupandosi, tra l'altro, di fitopatologia, tecniche colturali e di fertilizzazione, nonché di giardinaggio che rappresentava, per lui e per il fratello Giovan Pietro, uno straordinario hobby praticato nei grandi spazi delle loro ville dei "Cipolluzzi", di "Fondolongo" e della "Gisana" (tutte site in contrade del modicano), organizzate in serre, giardini e terreni agricoli, e sapientemente strutturate come aziende-modello oltreché come luoghi di piacevole riposo e di tranquilla villeggiatura.
Spesso membro di commissioni ministeriali di studio, lavorò al Consiglio Superiore dell'"Istruzione Agraria, del Lavoro e del Traffico", rappresentò il Governo italiano nella Giunta dell'Esposizione Universale di Parigi (1900), presiedette l'Esposizione Agricola di Catania (1907), fu Presidente della Sezione di Viticoltura della Società degli agricoltori italiani, nonché relatore in numerosi congressi internazionali.

### Attività politica e professionale
Clemente Grimaldi fu anche molto attivo politicamente, come testimoniato dall'intensità del suo impegno e dalla fama di rettitudine che lo circondò e nonostante la sua vita fosse stata precocemente interrotta da una grave malattia.
Dopo la tragica alluvione di Modica del 1902, per la sua reputazione e per la sua competenza, fu nominato, congiuntamente dai sindaci di Milano e Palermo, Presidente del Comitato di Soccorso ai danneggiati, portando a termine in poco tempo la costruzione del cosiddetto "quartiere Milano-Palermo " (dalle principali città da cui provennero la maggior parte delle donazioni), distribuendo, con trasparenza, i copiosi aiuti economici accumulati e amministrandovi l'Asilo Infantile finché resse la sua salute.
Fu Prosindaco, Assessore e Presidente del Consiglio Comunale di Modica, quindi Consigliere e poi Presidente della Deputazione Provinciale di Siracusa (carica corrispondente all'attuale Presidenza della Provincia).
Fu altresì Presidente del Consorzio Agrario di Modica e della Commissione di vigilanza sulla Cattedra Ambulante di Agricoltura da lui stesso fondata a Siracusa, nonché istituì la Banca di Sconto del Credito Agrario per agevolare il credito alle aziende agrozootecniche.

## Pubblicazioni
Grimaldi Clemente: Sopra una forma particolare di seccume nella vite. Bollettino della Società dei naturalisti in Napoli; 1888.I.II.II.1, 11-13

## Premi e riconoscimenti
- Gran Diploma di Onore per gli ibridi Grimaldi (viticoltura) all'Esposizione Nazionale di Torino (1898).
- Gran Diploma di Onore all'Esposizione fillosserica internazionale di Casale Monferrato (1900).
- Grand Prix all'Exposition Universelle et Industrielle de Bruxelles per il vino I.G. 953 (1910).
- Grand Diplôme d'Honneur de la Société des Viticulteurs de France et d'Ampélographie (1911).
- Grand Diplôme d'Honneur de la Société des Agriculteurs de France (unico italiano ad averlo ricevuto fino a quel momento)[2].
- Grand Prix, due medaglie d'oro e una d'argento per l'I.G. 953 e altri prodotti all'Esposizione Nazionale di Torino (1911).

Oltre ai numerosi diplomi d'onore, che gli furono conferiti in occasione della sua partecipazione a esposizioni nazionali e internazionali, nonché alle varie onorificenze italiane, ottenne pure l'ordine al merito agricolo francese, motivato anche dalle sue oltre sessanta pubblicazioni, alcune delle quali tradotte in inglese, francese e tedesco.
Negli anni Cinquanta, gli fu intitolato l'Istituto Agrario di Modica (RG).